# Uvanite
L'uvanite è un minerale.